# Disposition (Orgel)
Als Disposition bezeichnet man die Gesamtanlage einer Orgel. Diese setzt sich aus den einzelnen Registern, aber auch aus technischen Details wie Art der Spiel- und Registertraktur, Manualverteilung, Spielhilfen und der verwendeten Stimmung zusammen.

## Geschichte
Die Disposition wird für jede Orgel individuell vom Orgelbauer in Rücksprache mit dem Auftraggeber und dem Orgelsachverständigen erstellt. Sie unterscheidet sich in ihren Grundzügen in verschiedenen Epochen und Strömungen der Musikgeschichte. Praktische Gegebenheiten wie Einsatzzweck, Akustik des vorhandenen Raumes, vorhandener Platz und nicht zuletzt die finanziellen Möglichkeiten sind weitere maßgebliche Aspekte. Gegebenenfalls sind auch die Richtlinien des Denkmalschutzes zu beachten. Darüber hinaus bestehen heute große Unterschiede in der Dispositionsgestaltung, die auf die individuelle Herangehensweise und die persönlichen Vorlieben des Erstellers einer Disposition zurückgehen.
Da jede Orgel normalerweise eigens für ihren Aufstellungsort entworfen und gebaut wird, gibt es kaum Orgeln mit absolut identischen Dispositionen. Eine Ausnahme stellen Kleinorgeln (Positive, Portative, Regale, kleine Hausorgeln) dar. Diese Instrumente werden, da sie transportabel sind, nicht für einen bestimmten Raum gebaut. Ebenso sind die als Truhenorgel gebauten Positive transportabel. Kleinorgeln werden teilweise in Kleinserienproduktion mit immer gleicher Disposition gefertigt.
Die historische Entwicklung der Disposition ist im Rahmen der historischen Entwicklung der Orgel beschrieben.